# DomDaniel
DomDaniel är en fiktiv mörk magiker skapad av Angie Sage.

## Kuriosa
DomDaniel var en ond svartkonstnär som innan Magi blev nedknuffad från den stora pyramiden på toppen av Magikertornet av sin lärling Alther Mella. Hans spöke förekommer dock igen i de andra böckerna, fram till att han blir inknuffad i en drakeld, vilket leder till att hans spöke förstörs. Han hade två lärlingar, Merrin Meredith och Alther Mella. Det enda som skiljer honom från en sak (ett ont föremål i Septimus Heap-böckerna) var att han en gång hjälpte en kattunge som han hittade ute på sin trappa. En sak skulle ha ätit upp den.
Han var en av bärarna av Ringen-bak-och-fram. Merrin Meredith skar av hans liks ena tumme för att han skulle kunna få ringen, på grund av att ringen bara går att ta av baklänges. 